# Серутти, Эсекиэль
Эсекиэль Серутти (исп. Ezequiel Cerutti; 17 января 1992, Хунин) — аргентинский футболист, нападающий клуба «Сан-Лоренсо де Альмагро».

## Биография
Эсекиэль родился в городе Хунин провинции Буэнос-Айрес, и начал карьеру в клубе Атлетико Сармьенто, где стал основным игроком. Он играл за клуб в течение четырёх лет, сыграв 105 игр и забив семь голов. В 2013 году перешёл в «Олимпо», затем, спустя год, в «Эстудиантес». Следующим клубом игрока стал «Сан-Лоренсо де Альмагро».

## Титулы и достижения
- Вице-чемпион Аргентины (1): 2016
- Обладатель Суперкубка Аргентины (1): 2016
- Чемпион Саудовской Аравии (1): 2017/18
- Обладатель Кубка обладателей Кубка Джей-лиги и Южноамериканского кубка (1): 2018